# 天弓二型防空飛彈
天弓二型防空飛彈為一長程主動導引地對空防空飛彈，相較於弓一與弓三，外界對於天弓二型其實所知不多；僅大致曉得中科院以天弓一型的基礎上提升性能而成，文宣表示具有200公里射程，然而具體規格資料並未解密。

## 發展
天弓二型在民國八十年（1991）即已公布，開始量產的時間約在1997年，在2002年的漢光演習首度對外公開實彈演習，但媒體曾傳出因美國斷料的緣故而導致量產困難；弓二在速度、射高、射程上均有顯著提升。
早期公開的天弓二型原型彈為兩節式彈體，較天弓一型稍大；量產型藉由微電子技術進步之賜，導引艙段大幅縮小，因此在彈體規格沒有太大變動下，仍大幅精進性能，包含射程、射高、主動雷達導引等技術均導入天弓二型飛彈，也不必再透過CS/MPG-25照明雷達進行末端照明，僅需以長白雷達做中途導引修正。
目前現役的天弓二型主要採用地窖式佈署，每個天弓飛彈連配置五座發射窖，每座發射窖設置四座四聯裝發射管。原本天弓二型無法機動部署發射，但天弓三問世後，由於其發射箱可兼容天弓二型，目前兩型飛彈均於機動防空飛彈單位混合部署4

### 天弓二S
在1996年台海飛彈危機時，由於國軍沒有直接對中共本土的反擊武器，中華民國參謀總長羅本立下令將4枚天弓二型防空飛彈改造為短程彈道飛彈，而該改造計劃又被稱為「3124專案」。
美國智庫戰略與國際研究中心的介紹中，將其稱為天戟飛彈（Tien Chi），珍氏戰略武器的評估認為該飛彈射程至少120公里，最遠可達300公里。搭載彈頭重量原計畫為500公斤，但服役版本僅有100-200公斤的酬載。

### 天弓二B
天弓二B為天弓二S的改進型，為國防部2019年核定交由中科院以代號「天鶚計劃」進行短程彈道飛彈更新並規畫以3年時間完成天弓二B短程彈道飛彈的更新精進，預計將強化彈頭威力以及提高精準度，讓誤差值縮小到3公尺內，執行精準打擊任務。

## 探空火箭
除了軍事用途，天弓二型也用於科學研發，臺灣太空計畫運用的探空火箭為雙節式推進火箭，彈體外型與原型天弓二型極為相似，應為拔除導引段與彈頭作為發射載具用，因此媒體一直認為中華民國國軍有利用探空火箭作為開發遠程彈道飛彈技術儲備的計劃。